# Robert Chvátal
Robert Chvátal (* 10. August 1968 in Čáslav, Tschechoslowakei) ist ein tschechischer Manager.

## Werdegang
Chvátal absolvierte 1992 das Studium für International Business an der Wirtschaftsuniversität Prag mit Schwerpunkt International Marketing.
Schon während seines Studiums war Chvátal als Assistant Brand Manager bei Procter & Gamble in Prag tätig. 1993 wechselte er zu COTY/Margaret Astor, wo er als Marketingdirektor für die Länder Tschechien und Slowakei zuständig war. 1997 folgte der Wechsel in die Mobilfunkbranche. Bei RadioMobil war Chvátal fünf Jahre für die Marketingagenden der Geschäftsführung verantwortlich. 2002 wechselte Chvátal als Vorsitzender der Geschäftsführung zu T-Mobile Slowakei nach Bratislava.  Von 1. März 2007 bis 31. August 2012 war er zum Vorsitzenden der Geschäftsführung bei T-Mobile Austria ernannt. Er folgte in dieser Funktion Georg Pölzl nach.
Robert Chvátal war bis 31. August 2012 Vorsitzender der Geschäftsführung von T-Mobile Austria.
Seit 2013 führt er die größte tschechische Lotteriegesellschaft Sazka Group des Mischkonzerns KKCG SE. In dieser Funktion ist er auch stellvertretender Aufsichtsratsvorsitzender der Österreichischen Lotterien GmbH.

## Trivia
2009 berichtete derStandard.at über Robert Chvátal in einer Rückschau auf die Studentenproteste im Jahr 1989 gegen das kommunistische Regime in Prag.
Robert Chvátal ist mit der ehemaligen TV-Moderatorin Ivanka Chvátalová verheiratet und hat zwei Kinder.